# Rundfunk der DDR

Rundfunk der DDR était le nom de la compagnie de radiodiffusion nationale de la République démocratique allemande. Fondée en 1952, elle poursuivit ses émissions jusqu'en 1990, année de la réunification allemande.

Logo de Rundfunk der DDR.

Son siège était situé à Berlin-Est, sur la Funkhaus Nalepastraße. Des annexes de la R-DDR étaient implantées dans les principales villes est-allemandes, parmi lesquelles Potsdam, Leipzig, Weimar et Dresde. Elle était l'équivalent radiophonique de la Deutscher Fernsehfunk, la télévision nationale de RDA.
Au total, la Rundfunk der DDR opérait quatre stations de radio nationales (DDR-1, DDR-2, Berliner Rundfunk et DT64), une station de radio théoriquement destinée à toute l'Allemagne (Deutschlandsender) et trois stations internationales (Radio Berlin International, Berliner Welle et Stimme der DDR, c'est-à-dire la voix de la RDA). Trois stations de radio destinées aux soldats (Deutscher Soldatensender), aux Allemands de l'Ouest (Deutscher Freiheitssender 904, c'est-à-dire Radio Liberté) et aux immigrés (Voice of the Immigrants) n'ont eu qu'une brève existence et ont cessé leurs émissions dès les années 1970.

## Histoire
Durant la Seconde Guerre mondiale, la radio allemande (Großdeutscher Rundfunk) est l'un des plus importants instruments de propagande du régime nazi. Placée directement sous l'autorité du ministère de la propagande de Joseph Goebbels, elle cesse ses émissions au moment de la capitulation allemande et est immédiatement fermée par les alliés. Le 13 mai 1945, l'administration militaire soviétique organise la création d'une nouvelle station de radio pour les habitants de Berlin. Implantée dans la zone d'occupation britannique, elle est placée sous le contrôle d'un cadre communiste fraichement rentré d'Union Soviétique, Walter Ulbricht, futur chef du Parti socialiste unifié d'Allemagne (SED). En quelques mois, la zone de diffusion de la station s'étend à une partie du territoire allemand.
Parallèlement aux Soviétiques, les Britanniques et les Américains commencent à diffuser chacun leur propre station de radio depuis des studios situés à Berlin-Ouest. La radio américaine porte le nom de Rundfunk im amerikanischen Sektor (RIAS) tandis que celle des britanniques est baptisée Nordwestdeutscher Rundfunk. En 1948, cette dernière est placée sous le contrôle du gouvernement de la République fédérale d'Allemagne, mais la radio américaine continue d'opérer de manière indépendante. 
En 1952, la radio soviétique est à son tour placée entre les mains du gouvernement de la République démocratique allemande. Le conseil des ministres institue le comité d'État pour la radiodiffusion ou Staatlichen Komitee für Rundfunk (StKfR), lequel à la haute main sur les stations de radio du pays.  

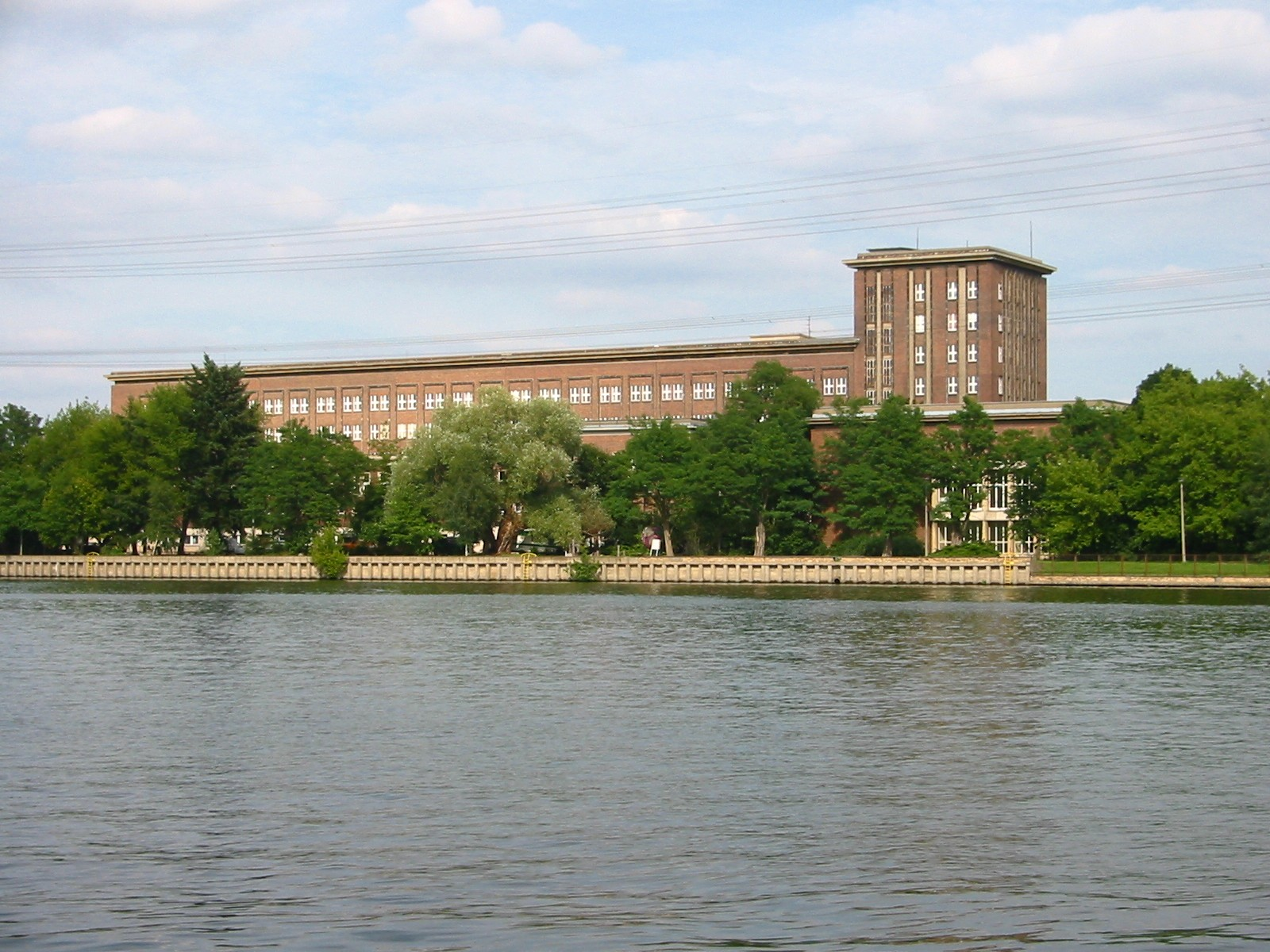
Le siège de la Rundfunk der DDR à Berlin-Est.

Désireux de donner un siège digne de ce nom à la radio nationale, le gouvernement est-allemand ordonne l'édification d'un immeuble monumental : le siège de la Funkhaus Nalepastraße, à Berlin-Est, est inauguré le 4 septembre 1954. L'émetteur placé sur le bâtiment diffuse les programmes des radios est-allemandes Berliner Rundfunk (Berlin-1), Deutschlandsender et DDR-1 (Berlin 2). Il sert également à relayer les émissions d'une radio soviétique destinée aux soldats cantonnés dans le pays, Radio Wolga.
Après l'édification du mur de Berlin en août 1961, les médias est-allemands entament une campagne d'information visant à justifier la situation par la « défense du socialisme ». Une propagande intensive est menée afin de dissuader les citoyens de RDA d'écouter les programmes « subversifs » de l'ouest. Le mouvement des jeunes de la RDA, la Jeunesse libre allemande (Freie Deutsche Jugend) initie une campagne intitulée « Blitz contra Natosender » (Combat contre les émetteurs de l'OTAN) afin d'encourager les Allemands de l'est à ne plus écouter les émissions venues de l'ouest. 
De part et d'autre de la frontière débute ainsi une véritable guerre des ondes entre les médias des deux pays, d'autant que le territoire est-allemand est à la portée des émetteurs de l'ouest, et que de nombreux citoyens de RDA peuvent ainsi avoir accès aux émissions de la radio de RFA et de la RIAS américaine. Les tentatives de brouillage des ondes sont cependant rapidement abandonnées, car elles entrainent des perturbations sur le territoire de la RFA et sont sources de tensions entre les deux gouvernements.
En 1958 naît la quatrième station de radio nationale, DDR-2. Elle est rejointe en 1986 par DT64, une radio destinée à la jeunesse.
La chute du mur de Berlin consacre le début de l'effondrement de la RDA. En 1990, la Rundfunk der DDR entame un rapprochement avec les médias de RFA. Les fréquences de DDR-1 et de DDR-2 sont réparties entre la Ostdeutscher Rundfunk Brandenburg et la Mitteldeutscher Rundfunk, tandis que DT64 prend le nom de MDR Sputnik.
En 1994, la fusion de Deutschlandsender et de RIAS donne naissance à DeutschlandRadio Berlin, rebaptisée ultérieurement Deutschlandfunk Kultur.